# Krannón
Krannónas (grec démotique Κραννώνας), officiellement Crannon ou Krannón (grec ancien et katharévousa : Κραννών), est un village de Grèce en Thessalie.
Originellement nommé Chatzilar (grec moderne : Χατζηλάρ), il a été renommé en 1919 du nom de la cité antique de Crannon (en), connue pour la bataille qui y eut lieu en 322 av. J-C.
Le nom de Crannon a aussi été donné à un ancien dème existant de 1883 à 1912 (siège à Tsourmakli, devenu Ayii Anaryiri en 1918) puis à une communauté existant de 1927 à 1997 (siège à Krannón), puis à un ancien dème existant de 1997 à 2010 (siège à Ayii Anaryiri), devenu depuis un district municipal du nouveau dème de Kileler.
La « communauté locale » de Krannón comprend les localités de Krannón (109 hab.) et de Kambos (68 hab.).